# Cawkwell
Cawkwell – przysiółek w Anglii, w Lincolnshire. Leży 32 km od Lincoln i 198 km od Londynu.
W 1961 roku civil parish liczyła 35 mieszkańców. Cawkwell jest wspomniana w Domesday Book (1086) jako Calchewelle.